# Coprophanaeus conocephalus
Coprophanaeus conocephalus är en skalbaggsart som beskrevs av Olsoufieff 1924. Coprophanaeus conocephalus ingår i släktet Coprophanaeus och familjen bladhorningar. Inga underarter finns listade i Catalogue of Life.